# Brändöfjärden
De Brändöfjärden is een Zweedse fjord binnen de gemeente  Luleå. De fjord zit ingeklemd tussen het vasteland, van waaruit de Altersundet stroomt, en de eilanden Brändön, Strapön en Gränon. De Brändöfjärden staat in open verbinding met de Botnische Golf. De fjord wordt op sommige kaarten ook wel aangeduid met Bergnäsfjärden. In de fjord ligt Anitas, een zandbank met twee stenen, genoemd naar Anita Ekberg.